# Monasterio de Duži

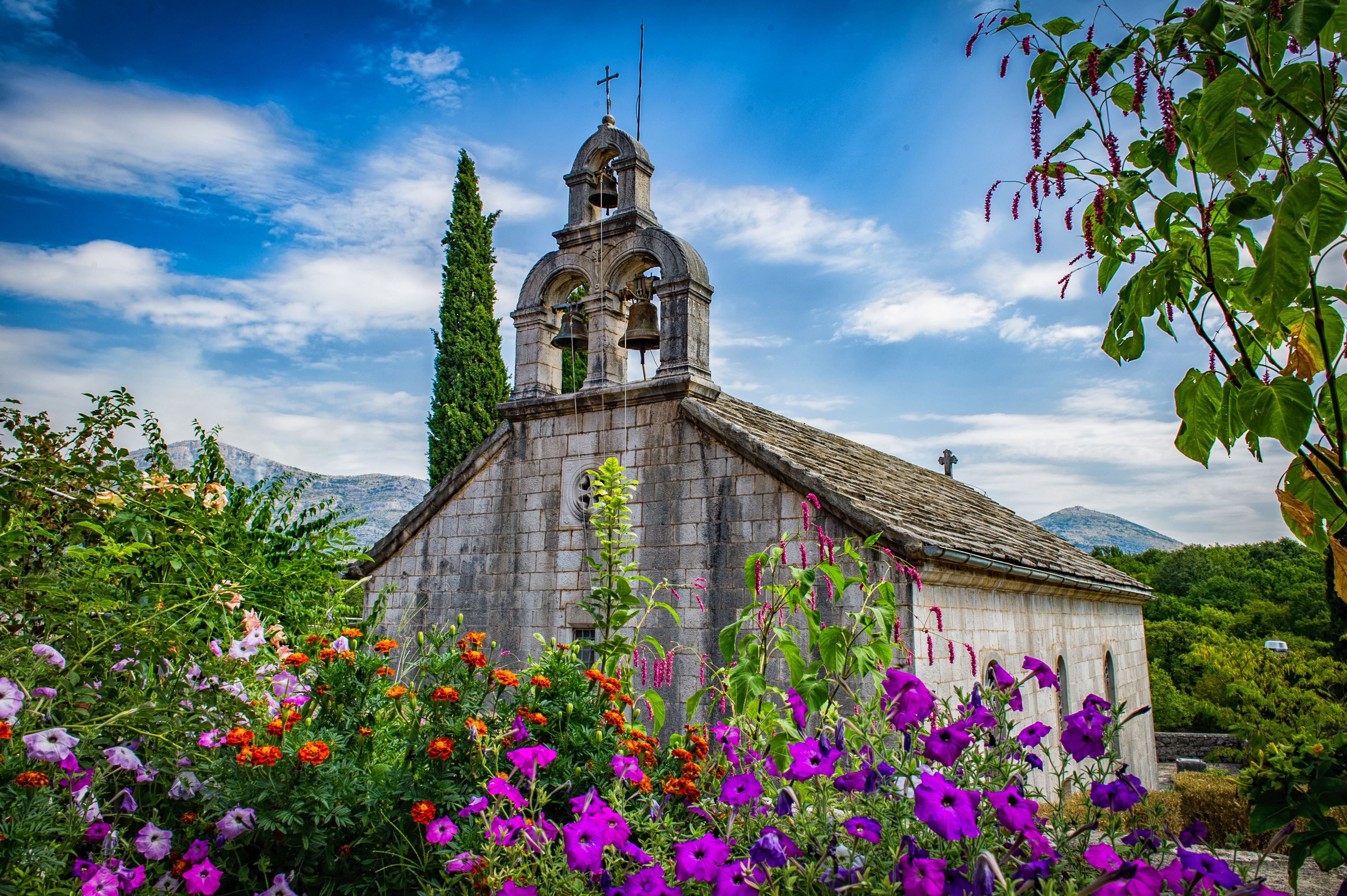
Iglesia del Duži Monasterio

El Monasterio de Duži (en serbio: Манастир Дужи; romanizado: Manastir Duži) es un monasterio ortodoxo serbio dedicado a la Intercesión de la Theotokos y situado a 10 kilómetros al oeste de la ciudad de Trebinje, en el sur de la República Srpska, Bosnia y Herzegovina. Está situada en la llanura de Popovo, no lejos de la costa del mar Adriático. Se menciona por primera vez en las fuentes históricas en 1694, cuando sirvió de refugio a los monjes del cercano monasterio de Tvrdoš, que fue destruido por los venecianos durante la guerra de Morea. Ese año, la sede de la Eparquía Ortodoxa Serbia de Zahumlje y Herzegovina se trasladó de Tvrdoš a Duži, donde permaneció hasta 1777, cuando la sede se trasladó a Mostar.
Durante la segunda mitad del siglo XIX, los monjes de Duži apoyaron los levantamientos de los serbios de Herzegovina contra los otomanos, que por ello dañaron y saquearon el monasterio en 1858, 1861 y 1877. Mićo Ljubibratić, líder del levantamiento de Herzegovina de 1875-1877, tenía su cuartel general en el monasterio de Duži. En 1878, después del Congreso de Berlín, Bosnia y Herzegovina estuvieron ocupadas por Austria-Hungría. El monasterio era severamente averiado en un disparar sobre 6 septiembre 1886. Su renovación fue apoyada por el gobierno austro-húngaro de Bosnia-Herzegovina con un fondo de 200.000guldens. Una placa de bronce estuvo colocada en la iglesia renovada, con texto en serbio expresando agradecimiento a Emperador austriaco Franz Joseph.
Tras la Primera Guerra Mundial, el monasterio fue habitado por monjes rusos que huyeron de Rusia tras la Revolución de Octubre. En 1935, pintaron las paredes de la iglesia con frescos de estilo ruso. En 1941, tres de estos monjes fueron asesinados por los partisanos yugoslavos. Después de la Segunda Guerra Mundial, el monasterio quedó abandonado y se deterioró. Entre 1954 y 1958, fue utilizado por el Ejército Popular Yugoslavo para alojar soldados. En 1959 se convirtió en un convento, y las monjas fueron restaurando poco a poco el deteriorado monasterio. Durante las guerras yugoslavas de la década de 1990, fue bombardeado por el ejército croata, pero sin que sufriera grandes daños. En la actualidad, la economía del monasterio de Duži se basa en la apicultura y la producción de vino, rakia y productos lácteos.